# Gilbertiodendron dinklagei
Gilbertiodendron dinklagei là một loài thực vật có hoa trong họ Đậu. Loài này được (Harms) J. Léonard miêu tả khoa học đầu tiên năm 1954.